# Lettonie au Concours Eurovision de la chanson 2008
La Lettonie a participé au Concours Eurovision de la chanson 2008.

## Présélection
| No | Interprète                     | Titre                   | 1er tour | 2e tour | Place |
| -- | ------------------------------ | ----------------------- | -------- | ------- | ----- |
| 1  | Déjà vu                        | I'm a part of you       | 7e       |         | 7     |
| 2  | Kristina Zaharova feat. Julian | Until you find a friend | 9e       |         | 9     |
| 3  | Sabine Berezina                | If I only knew          | 5e       |         | 5     |
| 4  | Pirates of the Sea             | Wolves of the sea       | 1er      | 29228   | 1     |
| 5  | Peter Garden & Juris Vizbulis  | Memory lane             | 6e       |         | 6     |
| 6  | Funky drivers                  | Summertime              | 8e       |         | 8     |
| 7  | Trianas Parks                  | Bye bye                 | 4e       |         | 4     |
| 8  | Elizabete Zagorska             | Take me home            | 10e      |         | 10    |
| 9  | Aisha                          | You really got me going | 3e       | 22721   | 2     |
| 10 | Andris Erglis                  | Broken lullaby          | 2e       | 21580   | 3     |

Le représentant de la Lettonie au concours dut finalement le groupe Pirates of the Sea.

## À l'Eurovision
Lors de la deuxième demi-finale du Concours Eurovision de la chanson, avec 86 points ils se classèrent 6e, se  qualifiant ainsi pour la finale du 24 mai où ils terminèrent 11e avec 81 points.